# Bruno Pini
Bruno Pini (Poggio Rusco, 26 febbraio 1918 – Forlì, 24 novembre 2007) è stato un matematico italiano.
I suoi studi e le sue ricerche si sono prevalentemente svolti nell'ambito della teoria delle equazioni differenziali alle derivate parziali, dove, tra l'altro, è noto per aver introdotto la cosiddetta disuguaglianza di Pini-Hadamard, scoperta dai due studiosi in maniera indipendente.

## Biografia e carriera
Compì gli studi universitari in Matematica all'Università di Bologna, dove incontrò Beppo Levi. Con lui sostenne il suo primo esame di Analisi Matematica, poco prima che le leggi razziali fasciste del 1938 estromettessero Levi dall'insegnamento. Si laureò in Matematica a Bologna con Gianfranco Cimmino, il 1º dicembre del 1941, con la tesi ”Sopra una particolare classe di sistemi autoaggiunti di n equazioni differenziali lineari omogenee del secondo ordine in n funzioni incognite“, divenendo, a partire dal 1942, dapprima assistente volontario del Cimmino, indi assistente incaricato dal 1948 al 1954, con l'incarico di insegnamento di Teoria delle Funzioni dal 1950 al 1953 e, dal 1952 al 1954, quello di Analisi Matematica. Nel 1953 vinse un concorso nazionale a professore straordinario di Analisi Matematica (Algebrica ed Infinitesimale), e gli fu assegnata la cattedra dell'Università di Cagliari.
Nel 1955 si trasferì all'Università di Modena, dove ricoprì una cattedra di Analisi matematica. Vi tenne anche come titolare incaricato gli insegnamenti di Teoria delle funzioni e di Analisi superiore. Nel 1956 conseguì l'ordinariato. 
A Modena diresse anche l'Istituto di Matematica ”Giuseppe Vitali“, dal 1955 al 1959. Fra gli allievi di questo periodo, Giulio Cesare Barozzi e Mauro Pagni, che poi lo seguirono all'Università di Bologna, dove venne chiamato nel dicembre del 1958. In quest'ultimo ateneo, fra i vari incarichi di insegnamento di Teoria delle Funzioni (1950-53), Istituzioni di Analisi Superiore (1954-58; 1966-72), Analisi Superiore (1959-61), Algebra (1961-66) e Matematiche Superiori (1972-75), Pini ricoprì, come titolare, una cattedra di Analisi Matematica prima (dal 1958 al 1975) e di Analisi Superiore poi (dal 1975 al 1988 e, come fuori ruolo, dal 1989 al 1993), fino al pensionamento, nel 1993.
Nel 1997 fu nominato Professore Emerito dell'Università di Bologna. Fu direttore dell'Istituto Matematico ”Salvatore Pincherle“ di Bologna, dal 1960 al 1966. Qui fondò il Seminario di Analisi Matematica, che diresse per oltre vent'anni; coordinò per cinque anni anche la scuola di Dottorato di Ricerca in Matematica, tenendovi dei corsi annuali.

## Riconoscimenti
Fu socio nazionale dell'Accademia Nazionale dei Lincei dal 1997,  dell'Accademia Nazionale di Scienze Lettere e Arti di Modena dal 1964 e socio Benedettino dell'Accademia delle Scienze dell'Istituto di Bologna. Ricoprì pure la carica di amministratore tesoriere dell'Unione Matematica Italiana (UMI). Dal suo arrivo a Modena nel 1955 sino alla scomparsa, è stato componente del Comitato Scientifico degli Atti dell'Accademia. Fu insignito, nel 1977, della Medaglia d'oro per la Matematica dell'Accademia dei XL.

## Attività scientifica
Autore di numerosi trattati universitari di analisi matematica, nonché di una ottantina di pubblicazioni scientifiche, con le sue pionieristiche ricerche sull'equazione del calore, condotte – anche all'interno di alcune tematiche dischiuse da Gianfranco Cimmino – fra il 1951 ed il 1956, aprì la via alla teoria parabolica del potenziale, confluita poi nell'odierna teoria astratta degli spazi armonici. L'analogo parabolico della disuguaglianza di Harnack, da lui scoperto nel 1954 insieme, ma indipendentemente, a Jacques Hadamard, ed oggi denominata disuguaglianza di Pini-Hadamard, è stata ed è tuttora argomento di intense ricerche: essa ha mostrato possedere significati ed implicazioni profondi, tanto analitici quanto geometrici. Le ricerche di Pini si svolsero prevalentemente nell'ambito della teoria delle equazioni e dei sistemi differenziali con relative applicazioni, di cui era un eminente esperto e vasto conoscitore, come testimoniano appunto i suoi numerosi trattati.

## Influenza e discepoli
Pini creò una scuola di analisi matematica, a Bologna, di rinomanza internazionale che annovera, fra i molti suoi diretti (e indiretti) discepoli, Giulio Cesare Barozzi, Antonio Bove, Angelo Cavallucci, Giovanni Dore, Angelo Favini, Bruno Franchi, Nicola Garofalo, Davide Guidetti, Ermanno Lanconelli, Giovanni Mancini (laureatosi con Mauro Pagni), Paolo Muratori, Franco Nardini, Paolo Negrini, Enrico Obrecht, Cesare Parenti, Piero Plazzi, Sergio Polidoro (laureatosi con Lanconelli), Costante Pontini (laureatosi con Cimmino), Vittorio Scornazzani, Alberto Venni.
Nei ricordi di Giovanni Dore e di altri allievi, «la sua personalità era talmente forte che ti colpiva, sapeva trasmettere la passione, ma anche il rigore, un modo di lavorare... Era una persona di grandi valori... Ti faceva sentire alla pari; per lui non esisteva il principio di autorità basato sulla posizione accademica, giudicava le persone per quello che sapevano fare, per i loro meriti». Con la sua attività scientifica e con il suo insegnamento, Pini ha dato grande impulso alla scuola di analisi matematica bolognese, rinnovandone le grandi tradizioni.

## Lavori principali
- B. Pini, "Sulle equazioni a derivate parziali, lineari del secondo ordine in due variabili, di tipo parabolico", Annali di Matematica Pura ed Applicata. Serie IV, 32 (1) (1951) pp. 179–204.
- B. Pini, "Un problema di valori al contorno, generalizzato, per l'equazione a derivate parziali lineare parabolica del secondo ordine", Rivista di Matematica dell'Università di Parma, 3 (1952) pp. 153-187.
- B. Pini, "Maggioranti e minoranti delle soluzioni delle equazioni paraboliche", Annali di Matematica Pura ed Applicata. Serie IV, 37 (1) (1954) pp. 249–264.
- B. Pini, "Sulla soluzione generalizzata di Wiener per il primo problema di valori al contorno nel caso parabolico", Rendiconti del Seminario Matematico dell'Università di Padova, 23 (1954) pp. 422–434.

## Opere
- Primo Corso di Algebra, CLUEB, Bologna, 1967.
- Primo Corso di Analisi Matematica, CLUEB, Bologna, 1971.
- Secondo Corso di Analisi Matematica, Parte I, CLUEB, Bologna, 1972.
- Secondo Corso di Analisi Matematica, Parte II, CLUEB, Bologna, 1974.
- Terzo Corso di Analisi Matematica. 1, CLUEB, Bologna, 1977.
- Terzo Corso di Analisi Matematica. 2, CLUEB, Bologna, 1978.
- Lezioni sulle distribuzioni, 1. Distribuzioni temperate, CLUEB, Bologna, 1979.
- Lezioni di Analisi Matematica di Secondo Livello, Parte I, CLUEB, Bologna, 1983.
- Lezioni di Analisi Matematica di Secondo Livello, Parte II, CLUEB, Bologna, 1986.
- Lezioni di Analisi Matematica di Secondo Livello, Parte III, CLUEB, Bologna, 1990.
- Lezioni su metodi di approssimazione. 1, Pitagora Editrice, Bologna, 1994 (con P. Negrini).
- Lezioni su metodi di approssimazione. 2, Pitagora Editrice, Bologna, 1995 (con P. Negrini).
- Lezioni sul metodo delle differenze finite, Vol. 1, Pitagora Editrice, Bologna, 1996 (con P. Negrini).
- Lezioni sul metodo delle differenze finite, Vol. 2, Pitagora Editrice, Bologna, 1997 (con P. Negrini).
- Lezioni sul metodo delle differenze finite, Vol. 3, Pitagora Editrice, Bologna, 1998 (con P. Negrini).
- Lezioni sul metodo delle differenze finite, Vol. 4, Pitagora Editrice, Bologna, 1999 (con P. Negrini).
- Lezioni sul metodo delle differenze finite, Vol. 5, Pitagora Editrice, Bologna, 2000 (con P. Negrini).
- Lezioni sul metodo delle differenze finite, Vol. 6, Pitagora Editrice, Bologna, 2001 (con P. Negrini).
- Lezioni su sistemi differenziali di modelli fisici, chimici, biologici, Vol. 1, Pitagora Editrice, Bologna, 2002 (con P. Negrini).
- Lezioni su sistemi differenziali di modelli fisici, chimici, biologici, Vol. 2, Pitagora Editrice, Bologna, 2003 (con P. Negrini).
- 1. Misura, Integrazione, Derivazione. 2. Elementi di analisi lineare negli spazi normati. 3. Elementi di analisi non lineare negli spazi di Banach, Pitagora Editrice, Bologna, 2006 (con P. Negrini).
- Corso di analisi matematica, Vol. 1, Parte 1, Pitagora Editrice, Bologna, 1973 (con M. Pagni).